# Розо (окръг, Минесота)
Окръг Розо (на английски: Roseau County) е окръг в щата Минесота, Съединени американски щати. Площта му е 4346 km², а населението - 16 338 души (2000). Административен център е град Розо.